# مطار جالجاون
مطار جالجاون (بالإنجليزية: Jalgaon Airport)‏ هو مطار محلي يقع قبالة الطريق الوطني السريع إف 753 ‏ جنوب شرق مدينة جالجاون في ماهاراشترا، الهند، تم بناءه في عام 1973 من قبل إدارة الأشغال العامة. ويقع على بعد 47 كم من كهوف جالجاون، لديه رحلات إلى مومباي وأحمد أباد. وتم تجديده في 23 مارس 2012 من قبل الرئيسة براتيبا باتيل.